# Cameron (Wisconsin)
Pour les articles homonymes, voir Cameron.
Cameron est un village du comté de Barron, dans l'État du Wisconsin, aux États-Unis. En 2020, il comptait une population de 1 872 habitants.